# Bulharsko na Zimních olympijských hrách 2002
Bulharsko na Zimních olympijských hrách v roce 2006 reprezentovala výprava 23 sportovců (13 mužů a 10 žena) v 7 sportech.

## Medailisté
| Medaile | Jméno               | Sport       | Soutěž                     |
| ------- | ------------------- | ----------- | -------------------------- |
| Stříbro | Evgenija Radanovová | Short track | Ženy 500 m                 |
| Bronz   | Evgenija Radanovová | Short track | Ženy 1 500 m               |
| Bronz   | Irina Nikulčinová   | Biatlon     | Ženy stíhací závod (10 km) |